# الجمعية السعودية لكتاب الرأي
الجمعية السعودية لكتاب الرأي (رأي)، تأسست الجمعية السعودية لكُتاب الرأي "رأي" بتاريخ 25 ذو الحجة 1434هـ (30 أكتوبر 2013م)، وترخيصها من وزارة العمل والشؤون الاجتماعية بتاريخ 12 ربيع الأول 1438هـ (11 ديسمبر 2016م). تهدف الجمعية إلى توفير مظلة داعمة لكُتاب الرأي في المملكة، تجمعهم وتلبي احتياجاتهم. رؤيتها ترتكز على تعزيز دور الكُتاب في أداء رسالتهم الإعلامية والوطنية، بما يسهم في دعم الساحة الثقافية والإعلامية بالمملكة..

## الأهداف
- رعاية مصالح أعضاء الجمعية.
- خدمة كتاب الرأي في المملكة.
- تمثيل الكُتاب أمام الجمعيات المهنية والاتحادات الدولية والإقليمية المماثلة التي لها علاقة باهتمامات الجمعية.
- التعريف بكُتاب الرأي في المملكة ونتاجهم الفكري؛ وتحقيق التواصل بينهم.
- تنظيم الندوات والمؤتمرات التي تخدم أهداف الجمعية.
- تعزيز التعاون مع المؤسسات الأكاديمية وأقسام الإعلام بالجامعات في مجال الاستشارات والتدريب والمحاضرات العامة حول فنون وقضايا الكتابة والنشر.

## مجلس الإدارة
- علي الشدي. الرئيس
- خالد السليمان. نائب الرئيس
- فضل البوعينين. أمين المجلس
- حمد القاضي. عضو
- عبد العزيز السويد. عضو
- عزيزة المانع. عضو
- عبد الله القفاري. عضو
- محمد الأحيدب. عضو
- محمد اليامي. أمين الصندوق

## وصلات خارجية
- حساب الجمعية السعودية لكتاب الرأي على منصة (X): https://x.com/writers_opinion